# Michael Mitterauer

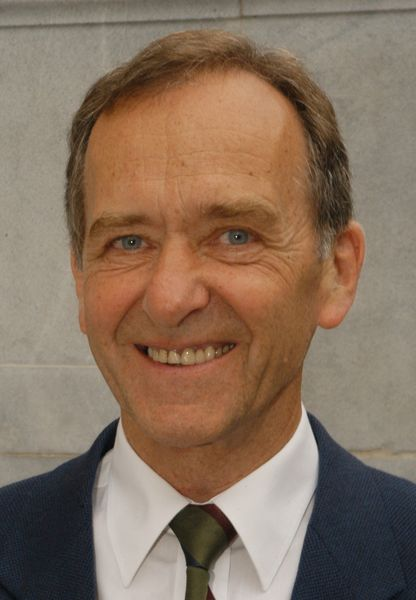
Michael Mitterauer, aufgenommen von Werner Maleczek um 2003.

Michael Mitterauer (* 12. Juni 1937 in Wien; † 18. August 2022 ebenda) war ein österreichischer Wirtschafts- und Sozialhistoriker.

## Leben und Wirken
Michael Mitterauer wurde als Sohn des Generaldirektors der Österreichischen Salinen Johann Mitterauer und dessen Frau Christine, geb. Schleifer, in Wien geboren. Er besuchte zunächst das Wiener Schottengymnasium. Anschließend studierte er von 1955 bis 1959 Geschichte und Kunstgeschichte an der Universität Wien. Die mediävistische Ausbildung absolvierte er am Institut für Österreichische Geschichtsforschung (49. Kurs 1959–1962). Im Jahr 1959 wurde er Assistent am Institut für Wirtschafts- und Sozialgeschichte der Universität Wien. Ein Jahr später wurde er mit dem höchstmöglichen Studienerfolg („sub auspiciis praesidentis rei publicae“) promoviert. Seine Dissertation befasste sich mit den karolingischen Markgrafen im Südosten. Nach Forschungsaufenthalten, unter anderem in München, habilitierte er sich 1969 im Fach Wirtschafts- und Sozialgeschichte zum Thema Zollfreiheit und Marktbereich. Er wurde 1971 zum außerordentlichen und 1973 auf den neu geschaffenen Lehrstuhl zum ordentlichen Professor für Wirtschafts- und Sozialgeschichte an der Universität Wien berufen. Mitterauer wurde 2003 emeritiert. Als akademischer Lehrer betreute er 62 Dissertationen.
Zu Mitterauers hauptsächlichen Forschungsgebieten zählten unter anderem die Mittelalterforschung, ein besonderes Anliegen war ihm aber die populare Autobiografik und der seit Anfang der 1980er Jahre vorgenommene Aufbau der Dokumentation lebensgeschichtlicher Aufzeichnungen im Rahmen seines Instituts. Aus letzteren Aktivitäten ist mittlerweile eine Buchreihe („Damit es nicht verloren geht“) von über sechzig Titeln erwachsen, die sich speziell der Geschichtserfahrung ländlicher und städtischer Unterschichten widmet. Weitere Forschungsschwerpunkte waren die mittelalterliche Markt- und Stadtgeschichte, Geschichte der Land- und Reichsstände, Historische Familienforschung, die Geschichte der Jugend, der Arbeitsteilung und der Namengebung sowie die Religionssozialgeschichte und Europas Sonderweg. 
Als neu berufener Professor setzte er einen Schwerpunkt auf die Sozialgeschichte der Familie. Grundlegend wurden der mit Reinhard Sieder verfasste Band Vom Patriarchat zur Partnerschaft, der gemeinsam mit Reinhard Sieder herausgegebene Suhrkamp Wissenschaft-Band Historische Familienforschung (1982), Ledige Mütter (1983), Sozialgeschichte der Jugend (1986) oder der gemeinsam mit Josef Ehmer herausgegebene Band Familienstruktur und Arbeitsorganisation in ländlichen Gesellschaften (1986). Mitterauer gehörte zu den wichtigsten Repräsentanten der historisch-anthropologischen Familienforschung. Zahlreiche seiner Arbeiten wurden ins Bulgarische, Englische, Griechische, Italienische, Japanische, Schwedische und Serbische übersetzt. Mit Richard van Dülmen, Alf Lüdtke und Hans Medick begründete er 1993 die Zeitschrift Historische Anthropologie. Kultur – Gesellschaft – Alltag.
Für seine Forschungen wurden Mitterauer zahlreiche wissenschaftliche Ehrungen und Mitgliedschaften zugesprochen. Ihm wurde der Preis der Stadt Wien für Geisteswissenschaften (1996), der Wilhelm-Hartel-Preis (2003) und der Große Leopold-Kunschak-Preis (2004) verliehen. Mitterauer wurde 2004 der Preis des Historischen Kollegs (Deutscher Historikerpreis) für sein Buch Warum Europa? zu gesprochen. Damit erhielt erstmals ein österreichischer Wissenschaftler den Preis des Historischen Kollegs. Ihm wurde 2007 die Ehrendoktorwürde der Universität Salzburg verliehen. Ebenfalls 2007 erhielt er das Österreichische Ehrenzeichen für Wissenschaft und Kunst. Im Jahr 2010 wurde ihm das Goldene Doktordiplom der Universität Wien verliehen. Zu seinen Ehren wurde 2002 erstmals der von Bund, Gemeinde Wien und Institut gestiftete Michael-Mitterauer-Preis für Gesellschafts-, Kultur- und Wirtschaftsgeschichte an junge Historiker vergeben.
Er war seit 1955 Mitglied der katholischen Studentenverbindung KÖStV Austria Wien im ÖCV sowie seit 1958 der KÖHV Neostadia Wiener Neustadt und seit 1990 ÖKaV Theresiana Wiener Neustadt.
Ab 1963 war Mitterauer mit Christiane Binder-Krieglstein verheiratet und hatte vier Söhne. Er lebte mit seiner Familie in Wien.

## Schriften (Auswahl)
- St. Jakob und der Sternenweg. Mittelalterliche Wurzeln einer großen Wallfahrt. Böhlau, Wien 2014, ISBN 3-205-79607-1.

- Historische Verwandtschaftsforschung. Böhlau, Wien 2013, ISBN 978-3-205-78876-8.
- mit John Morrissey: Pisa. Seemacht und Kulturmetropole (= Expansion, Interaktion, Akkulturation. Globalhistorische Skizzen. Band 13). Magnus-Verlag, Essen 2007, ISBN 3-88400-603-7.
- Warum Europa? Mittelalterliche Grundlagen eines Sonderwegs. 5., durchgesehene Auflage. Beck, München 2009, ISBN 978-3-406-50893-6.
- Dimensionen des Heiligen. Annäherungen eines Historikers. Böhlau, Wien u. a. 2000, ISBN 3-205-99242-3.
- Ahnen und Heilige. Namengebung in der europäischen Geschichte. Beck, München 1993, ISBN 3-406-37643-6.
- Historisch-anthropologische Familienforschung. Fragestellungen und Zugangsweisen (= Kulturstudien. Band 15). Böhlau, Köln u. a. 1990, ISBN 3-205-05318-4.
- Zollfreiheit und Marktbereich. Studien zur mittelalterlichen Wirtschaftsverfassung am Beispiel einer niederösterreichischen Altsiedellandschaft (= Forschungen zur Landeskunde von Niederösterreich. Band 19). Verein für Landeskunde von Niederösterreich und Wien, Wien 1969.
- Karolingische Markgrafen im Südosten. Fränkische Reichsaristokratie und bayerischer Stammesadel im österreichischen Raum (= Archiv für österreichische Geschichte. Band 123). Böhlau/Graz u. a. 1963 (zugleich: Wien, Universität, Dissertation).